# الحزم (الجوف)

تعديل مصدري - تعديل

الحزم هي مدينة يمنية ومركز محافظة الجوف، بلغ تعداد سكانها 16044 نسمة حسب الإحصاء الذي أجري عام 2004.

## المناخ
يظهر الجدول التالي التغييرات المناخية على مدار السنة لالحزم:
| البيانات المناخية لـالحزم             | البيانات المناخية لـالحزم | البيانات المناخية لـالحزم | البيانات المناخية لـالحزم | البيانات المناخية لـالحزم | البيانات المناخية لـالحزم | البيانات المناخية لـالحزم | البيانات المناخية لـالحزم | البيانات المناخية لـالحزم | البيانات المناخية لـالحزم | البيانات المناخية لـالحزم | البيانات المناخية لـالحزم | البيانات المناخية لـالحزم | البيانات المناخية لـالحزم |
| الشهر                                 | يناير                     | فبراير                    | مارس                      | أبريل                     | مايو                      | يونيو                     | يوليو                     | أغسطس                     | سبتمبر                    | أكتوبر                    | نوفمبر                    | ديسمبر                    | المعدل السنوي             |
| ------------------------------------- | ------------------------- | ------------------------- | ------------------------- | ------------------------- | ------------------------- | ------------------------- | ------------------------- | ------------------------- | ------------------------- | ------------------------- | ------------------------- | ------------------------- | ------------------------- |
| متوسط درجة الحرارة الكبرى °م (°ف)     | 25.9 (78.6)               | 27.1 (80.8)               | 28.9 (84.0)               | 30.6 (87.1)               | 32.6 (90.7)               | 34.2 (93.6)               | 33.8 (92.8)               | 33.1 (91.6)               | 31.9 (89.4)               | 29.0 (84.2)               | 25.8 (78.4)               | 26.6 (79.9)               | 30.0 (85.9)               |
| متوسط درجة الحرارة الصغرى °م (°ف)     | 10.6 (51.1)               | 11.3 (52.3)               | 14.8 (58.6)               | 16.6 (61.9)               | 19.2 (66.6)               | 19.5 (67.1)               | 21.0 (69.8)               | 20.4 (68.7)               | 18.9 (66.0)               | 14.5 (58.1)               | 11.3 (52.3)               | 10.9 (51.6)               | 15.8 (60.3)               |
| الهطول مم (إنش)                       | 4 (0.2)                   | 1 (0.0)                   | 10 (0.4)                  | 15 (0.6)                  | 16 (0.6)                  | 1 (0.0)                   | 13 (0.5)                  | 21 (0.8)                  | 4 (0.2)                   | 0 (0)                     | 2 (0.1)                   | 5 (0.2)                   | 92 (3.6)                  |
| المصدر: Climate-Data.org,Climate data |                           |                           |                           |                           |                           |                           |                           |                           |                           |                           |                           |                           |                           |